# Хаслер, Райнер
Ра́йнер Ха́слер (нем. Rainer Hasler; 2 июля 1958, Вадуц — 29 октября 2014) — лихтенштейнский футболист, большую часть своей карьеры провёл в швейцарских клубах. Правый защитник. Обладатель Юбилейной награды УЕФА как лучший футболист за всю историю Лихтенштейна.

## Карьера
Своей игрой привлёк внимание тренерского штаба швейцарского «Ксамакса», в состав которого вошёл в 1979 году. Отыграл четыре сезона, в сезоне 1981/82 выйдя вместе с командой в четвертьфинал Кубка УЕФА. В 1983 году перешёл в «Серветт», где отыграл ещё шесть сезонов, выиграв в 1984 году Кубок Швейцарии, а в 1985 году — чемпионат страны. Завершил карьеру в 1989 году.
За сборную Лихтенштейна не выступал ни разу, поскольку до 1989 года она не проводила игр. В 2003 году был награждён званием лучшего футболиста Лихтенштейна всех времён.